# چاقالو و میبل سرگردان دریا
چاقالو و میبل سرگردان دریا (انگلیسی: Fatty and Mabel Adrift) فیلمی کوتاه به کارگردانی راسکو آرباکل محصول سال ۱۹۱۶ کشور ایالات متحده آمریکا است.

## بازیگران
- راسکو آرباکل
- میبل نورماند
- ال سنت جان
- جو بوردو
- جیمی برایانت
- گلن کاوندر
- فرانک هیز
- لوک
- ویلند تراسک جونیور
- مای ولس